# Kaszka-daria
Kaszka-daria (uzb. Qashqadaryo; ros. Кашкадарья – Kaszkadarja) – rzeka we wschodnim Uzbekistanie w Azji Centralnej. Długość – 378 km, powierzchnia zlewni – 8780 km², średni roczny przepływ – 24,9 m³/s (266 km od punktu końcowego). Reżim śnieżno-deszczowy z wiosennym maksimum i letnim minimum.
Kaszka-daria ma źródła na zachodnich stokach Gór Zarafszańskich i Gór Hisarskich, skąd przyjmuje szereg lewych dopływów, z których kilka niesie więcej wody niż Kaszka-daria. Jako spora rzeka spływa na zachód na przedgórze Ałaju – Step Karszyński, gdzie przecina Oazę Karszyńską i wsiąka w piaski około 100 km na północ od Amu-darii.
Kaszka-daria nie uchodzi do żadnego zbiornika wodnego ani nie jest dopływem żadnej większej rzeki, choć często formalnie włącza się ją do systemu rzecznego Amu-darii. Przez sztuczny kanał Eski Anhor przyjmuje część wód Zarafszanu. Na rzece utworzono sztuczny zbiornik wodny Chimqo'rg'on (Czymkurgan). Wody rzeki są szeroko wykorzystywane do nawadniania. Nad Kaszka-darią leżą m.in. Shahrisabz i Karszy.